# Campeonato Brasileiro de Hóquei Feminino
Campeonato Brasileiro de Hóquei Feminino é a principal competição feminina de hóquei em patins disputada no Brasil. É organizada pela Confederação Brasileira de Hóquei e Patinação (CBHP), teve sua primeira edição em 1994, sendo uma competição disputada anualmente com um breve intervalo entre os anos de 2006 a 2009, voltando a partir de 2010. O campeonato é disputado durante uma semana, numa cidade brasileira.

## 2023
O Campeonato Brasileiro de Hóquei Sobre Patins 2023, nas modalidades sub 14, sub 16 e sub 19, foi realizado em Teresópolis, RJ. Nas modalidades sub 12, sub 14 e sub 16 é permitido que os times sejam mistos, com até três atletas femininas por equipe.
O Campeonato Brasileiro de Clubes na categoria Sênior Feminino foi realizado em julho de 2023, em Petrópolis, Rio de Janeiro.
Além destes eventos, ocorreu também o Campeonato de Hockéi 5’s Feminino Sub-18, que foi sediado em Canoas, no estado do Rio Grande do Sul. O evento foi organizado pela Confederação Brasileira de Hóquei sobre a Grama e Indoor (CBHG).

## 2022
Oito times participaram do Campeonato Feminino em 2022, ocorrido no município de Sertãozinho, São Paulo. A classificação final foi como se segue. Após final disputada em 15 de outubro de 2022, a campeã foi o clube Casa de Portugal de Petrópolis "A" (RJ). A vice-campeã foi o Clube Português do Recife (PE). O 3º lugar ficou com a Associação Sertanezina de Patinação (SP), seguida da Cada de Portugal de Petrópolis "B" (RJ).

## 2014
No ano de 2014 a competição foi realizada na cidade de Petrópolis, estado do Rio de Janeiro. Os participantes foram:
- Clube Português do Recife
- Esporte Clube Corrêas
- Clube Atlético Juventus
- Petrópolis

O campeão feminino foi o Clube Português do Recife.

## Tabela histórica
| Ano  | Campeão                            | Vice-campeão            | 3º lugar                 | 4º lugar                 | Comentários                                |
| ---- | ---------------------------------- | ----------------------- | ------------------------ | ------------------------ | ------------------------------------------ |
| 2014 | Clube Português do Recife          | Esporte Clube Corrêas   | Clube Atlético Juventus  | Petrópolis               | Campeonato sediado em Petrópolis           |
| 2013 | Esporte Clube Corrêas              | Clube Atlético Juventus | Sertãozinho Hóquei Clube | Rye Porto Alegre         | Campeonato sediado em Itapecerica da Serra |
| 2012 | Clube Náutico Capibaribe           | Sport Club do Recife    | Esporte Clube Corrêas    | Sertãozinho Hóquei Clube | Campeonato sediado em Recife               |
| 2010 | Clube Náutico Capibaribe           |                         |                          |                          |                                            |
| 2005 | Clube Português do Recife          |                         |                          |                          |                                            |
| 2004 | Sport Club do Recife               |                         |                          |                          |                                            |
| 2003 | Clube Português do Recife          |                         |                          |                          |                                            |
| 2002 | Associação Portuguesa de Desportos |                         |                          |                          |                                            |
| 2001 | Associação Portuguesa de Desportos |                         |                          |                          |                                            |
| 2000 | Associação Portuguesa de Desportos |                         |                          |                          |                                            |
| 1999 | Associação Portuguesa de Desportos |                         |                          |                          |                                            |
| 1998 | Associação Portuguesa de Desportos |                         |                          |                          |                                            |
| 1997 | Associação Portuguesa de Desportos |                         |                          |                          |                                            |
| 1996 | Associação Portuguesa de Desportos |                         |                          |                          |                                            |
| 1995 | Sociedade Esportiva Palmeiras      |                         |                          |                          |                                            |
| 1994 | AABB                               |                         |                          |                          |                                            |

## Títulos por clube
| Equipe                             | Títulos confirmados | Último título |
| ---------------------------------- | ------------------- | ------------- |
| Associação Portuguesa de Desportos | 7                   | 2002          |
| Clube Português do Recife          | 3                   | 2014          |
| Clube Náutico Capibaribe           | 2                   | 2012          |
| Esporte Clube Corrêas              | 1                   | 2013          |
| Sport Club do Recife               | 1                   | 2004          |
| Sociedade Esportiva Palmeiras      | 1                   | 1995          |
| AABB                               | 1                   | 1994          |